# زنان واقعی
زنان واقعی (به انگلیسی: True Women) فیلمی تلویزیونی محصول سال ۱۹۹۷ و به کارگردانی کارن آرتور است. در این فیلم بازیگرانی همچون دینا دلانی، آنابت گیش، آنجلینا جولی، جولی کارمن، ریچل لی کوک، تینا میجرینو، مایکل یورک، جفری نردلینگ، سالی ریچاردسن، تونی تاد، آیرین بدارد، پاورز بوث، جان اشنایدر، چارلز اس. داتون، متیو گلاو، مایلز فیشر و ترنس مان ایفای نقش کرده‌اند.